# Гута (Новгород-Сіверський район)
Гу́та —  село в Україні, у Коропській селищній громаді Новгород-Сіверського району  Чернігівської області. Населення становить 32 осіб. Від 2016 орган місцевого самоврядування — Коропська селищна рада.

## Географія
Селом протікає річка Неміга, права притока  Десни.

## Назва
Назва "Гута" походить від праслов'янського слова "гуть", що означало "плавильна піч". В таких печах плавили руду, щоб добути метал, або пісок, щоб виготовити скло.

## Символіка
На гербі на зеленому тлі (село лежить серед лісового масиву) зображена плавильна піч, що відображає назву села (герб є промовистим). Вгорі зображена мушля (річка Десна) та колесо (село лежить на дорозі Р82).

## Історія
12 червня 2020 року, відповідно до розпорядження Кабінету Міністрів України № 730-р «Про визначення адміністративних центрів та затвердження територій територіальних громад Чернігівської області», увійшло до складу Коропської селищної громади.
19 липня 2020 року, в результаті адміністративно-територіальної реформи та ліквідації Коропського району, увійшло до складу Новгород-Сіверського району Чернігівської області.

## Населення

### Мова
Розподіл населення за рідною мовою за даними перепису 2001 року:
| Мова       | Кількість | Відсоток |
| ---------- | --------- | -------- |
| українська | 32        | 100%     |